# Sylvilagus transitionalis
Sylvilagus transitionalis är en däggdjursart som först beskrevs av Outram Bangs 1895.  Sylvilagus transitionalis ingår i släktet bomullssvanskaniner, och familjen harar och kaniner. IUCN kategoriserar arten globalt som sårbar. Inga underarter finns listade i Catalogue of Life.
Djuret har i princip samma utseende som östlig bomullssvanskanin (Sylvilagus floridanus). Sylvilagus transitionalis är allmänt lite mindre och har kortare öron än den andra arten. En svart fläck mellan ögonen och svarta kanter på öronen förekommer mera ofta en hos östlig bomullssvanskanin. För att skilja arterna från varandra behövs mätningar av skallens detaljer och genetiska undersökningar.
Arten förekommer i nordöstra USA. Den lever i öppna skogar och buskskogar. Där dessa habitat ersätts med jordbruksmark eller tätare skogar blir djuret sällsynt. Sylvilagus transitionalis vistas gärna nära dammar, pölar, insjöar eller flytande vatten. Den äter gröna växtdelar, frön samt frukter och under vintern även bark och kvistar. Honan kan ha flera kullar per år med i genomsnitt 3,5 ungar per kull. Vuxna individer är 38,2 till 42,5 cm stora (huvud och bål).